# Batalha dos Campos do Firis
Batalha dos Campos do Firis (em sueco: Slaget vid Fyrisvallarna) foi um lendário confronto armado em 985, na planície entre Velha Upsália e o rio Firis, opondo o exército de Érico VI às tropas do sobrinho Estirbiorno, o Forte. O resultado final foi a vitória de Érico, que assim ganhou o epíteto "o Vitorioso" (Segersäll), e a morte de Estirbiorno na peleja.